# 夏野修
夏野 修（なつの おさむ、1954年〈昭和29年〉11月30日 - ）は、日本の政治家。富山県砺波市長（4期）。

## 来歴
富山県砺波市福岡（栴檀野）出身。富山県立富山中部高等学校を経て、1977年（昭和52年）3月早稲田大学政治経済学部政治学科卒業。同年4月、富山県庁に入庁。
経て富山県行政改革・地方分権担当参事、土木部次長、総合交通政策室長 、観光・地域振興局長。
2012年（平成24年）6月18日、まだ1期目であった砺波市長の上田信雅が市議会において不出馬を表明。8月、夏野は自民党砺波市連からの要請を受け、次期市長選への立候補を表明した。同月、富山県庁を退職。
同年10月28日に行われた砺波市長選挙に民主党・自民党・公明党の推薦を受けて無所属で出馬。元市議ら2候補を退け初当選。11月28日、市長就任。
2016年（平成28年）、無投票で再選。2020年（令和2年）、無投票で3選。2024年（令和6年）、無投票で4選。
また、2021年（令和3年）4月からは富山県市長会会長（2年間）に、2022年（令和4年）5月からは北信越市長会会長（1年間）に、同年6月からは全国市長会北信越支部長（1年間）に、2023年（令和5年）6月からは全国市長会副会長に、2024年（令和6年）6月からは全国市長会相談役に就任している。

## 政策・主張
- 2015年（平成27年）6月30日、砺波市はイオンと地域貢献連携協定を締結した[6]。